# 携程集团

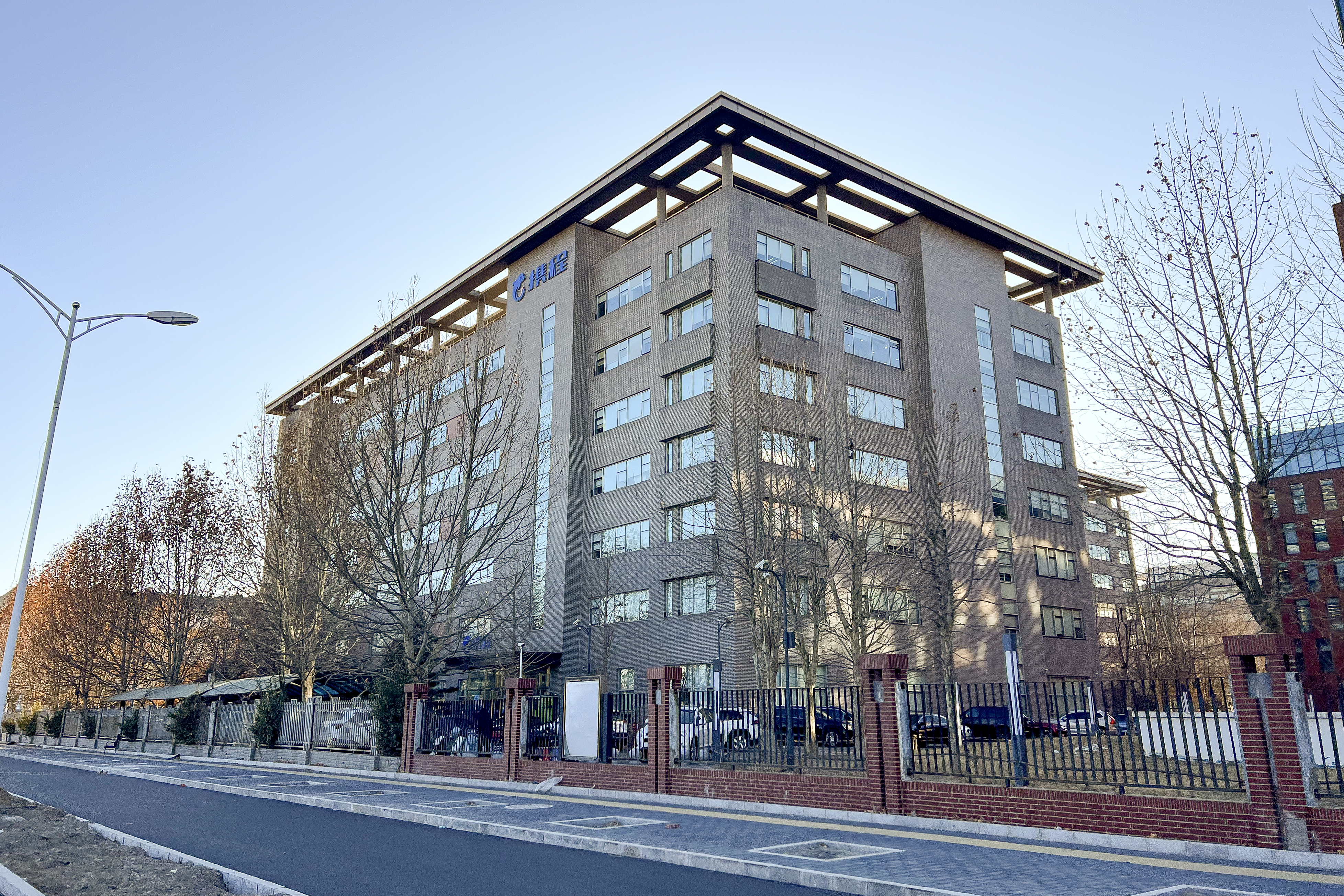
携程北京办公区，位于北京市朝阳区酒仙桥北路甲10号院

携程集团有限公司（英語：Trip.com Group Ltd），是一家总部设立在上海的中国大型旅游网站，1999年创办。2003年12月，该公司在美国纳斯达克（股票代码：TCOM）上市。目前携程已在中国大陆的北京、广州等17个城市设立分支机构，在南通设立服务联络中心，並在香港及台灣皆有旗下事業，占中国在线旅游市场份额一半以上，是中国最大的在线旅行社，也是全球最大的在线旅行社之一。携程旗下拥有携程网、去哪儿网、Skyscanner、Trip.com四个主要品牌，以及驴评网、鸿鹄逸游、永安、易游等多个支线品牌。

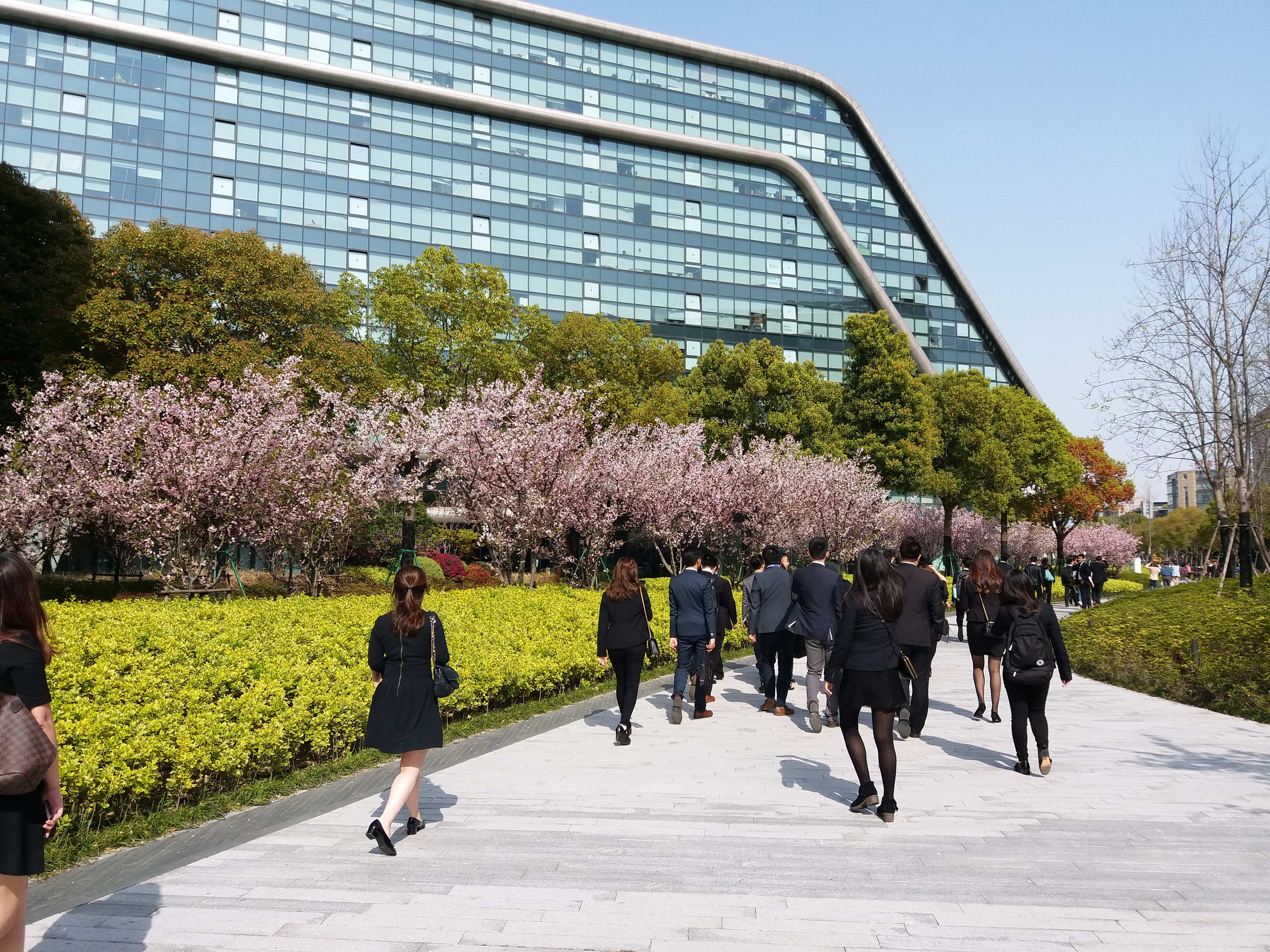
位於上海的辦公大樓（凌空SOHO）的外圍

## 歷史
2003年12月9日，携程网在纳斯达克股票交易所上市。
携程于2010年2月持有香港永安旅游90%的股权，完成了两岸三地的布局。该公司还发行了《携程走中国》丛书和《携程自由行》杂志。
2010年，该公司被《Fast Company》评为2010年最具创新力十大中国公司之一。2011年10月，携程入选《福布斯》“最佳中小上市企业”。在2012中国旅游集团20强排名中，携程网排名第二。
2013年12月，携程以超过1亿美元的价格收购美国旅游公司途风网。
2014年4月28日，攜程投資超過2億美元入股同程網絡科技股份有限公司，將成同程第二大股東，佔股30%。
2014年4月29日，攜程投資1500萬美元，入股途牛旅遊網，並獲得一個途牛董事會席位。
2015年5月22日，攜程出资4亿美元左右购买艺龙37.6%的股权，成为艺龙的股东。
2015年5月28日11時，其官網發生故障，當晚被修復。在這一天，艺龙的官網也發生了故障。
2015年10月26日，百度旗下的去哪儿网以換股方式與攜程網合併成為中國最大的在線旅遊平台，根據換股協議，攜程將獲得去哪兒45%的投票權，持有去哪兒45%股權的百度將獲得攜程25%的股權。
2016年4月21日，携程以30億人民幣（約36億港元）入股中國東方航空非公開發行A股4.658億股，佔東航擴大後股本約3%。
2016年11月24日，携程以14億英鎊（約135億港元）現金收購全球大型的旅遊搜尋平台之一英國愛丁堡Skyscanner（中譯名天巡網）。
2017年11月1日，携程收购美国社交旅游网站Trip.com。Trip.com的技术将被整合到携程旗下天巡网。
2019年4月26日携程和納斯帕斯達成協議，携程將發行新股，交換納斯帕斯所持有的印度最大在線旅行公司MakeMyTrip股票，交易完成，納斯帕斯將持有携程約5.6％股權，携程和第三方基金将持有MakeMyTrip的普通股和B类普通股，分别占MakeMyTrip总投票权的49.0％和4.0％。
2021年4月19日，携程在香港上市。

## 争议

### 高额退票费
2015年3月，上海一市民在携程网购买了一张价格为536元人民币的机票，后因为临时有事，向携程网申请退款，但客服表示退订费用与购买机票的钱一致。另外，北京一市民亦办理了退票手续，但退票费高达100%（相当于票价全额），后该事件被中国中央电视台报道。另外，有媒体曝料称，携程在其部分机票预订栏内提示消费者，在预定机票时，需同时购买保险，相当于强制购买，有律师认为携程网的这种行为违反了《中华人民共和国保险法》和《中华人民共和国消费者权益保护法》。
2018年2月，深圳市民王女士在携程预订了价格为48422元人民币的突尼斯8日二人私人行。由于朋友突然生病，在下订单不到20分钟后，王女士就打电话给携程，希望能够取消这一订单。之后携程客服以机票已经出票为由不予取消，并称如果要取消，就要收取18524元机票费作为退票费。当晚11点，王女士通过航空公司官网并未查询到机票出票信息。后王女士从航空公司得知，每张机票价格为6415元（退票不收税费），但携程要收取每张9262元的退票费。3月8日，深圳市消委会联合福田区消委会依据《中华人民共和国消费者权益保护法》向携程深圳分公司发出监督函并进行了约谈。携程按时回函，称“不存在相关问题”，并解释称携程所售为特价不可退机票，且退费标准由航司制定，携程仅是代为收取。3月22日，深圳市消委会召开讨论会。讨论会结束后，深圳市消费者委员会对携程公司提出严肃批评，并将督促携程公司对信息不透明、催促引诱消费等不良营商手法进行全面整改，对退票价格高于买票价格等不可理解、不公平、不合理的做法进行纠正。3月30日，携程CEO孙洁及华南区总经理、深圳总经理一行三人来到深圳市消委会，承认消费者投诉的“退票费高于机票费”等情况属实，向每一位在携程消费遇到过困扰的消费者和深圳消委会致歉，并提出整改措施，包括解决“机票差价”问题，在技术、服务上改进，绝不进行任何形式的强制捆绑销售以及改进客服体制、畅通投诉机制。此外，携程将对直接责任人降级处分，直接部门主管给予警告处分。

### 预定酒店无法入住事件
2015年8月10日，陈先生在携程网上订了三亚的酒店，计划于春节假期入住。但在12月21日却收到了酒店满房无法入住的通知。后携程网表示酒店存在违约行为，消费者可取消订单并退款。

### 售卖假机票事件
2016年1月，携程网被报道出售假机票欺骗消费者。报道称一名叫傅先生的网友在元旦假期期間，在攜程網上買了由日本東京飛往北京的機票。但在羽田登机时被发现該機票為英國航空的里程積分兌換的機票，可能是有人惡意刷卡換積分後將機票轉售，后被航空公司發現後查處取消，且险些被机场警察以诈骗犯拘捕。事发后携程网表示是供應商存在違規操作行为，私自用積分兌換機票，以致傅先生無法登機。攜程網已经就事件道歉，并會懲罰供應商。另外，一位叫李淼的用户，于2015年12月24日在攜程網上为朋友预订北京-札幌的往返机票，订单显示一切正常。但在朋友于2016年1月9日值机时，却被机场告知票号无效。
1月11日央視發表深入報導，發現假票近年大面積出現於携程，並非個案，而携程公關處理失敗因為將錯都推給所謂「供應商」甚至顧客本人，直到當事人鬧大後上媒體或部落格引發關注才會改變態度，且最多只願賠票價3倍，對旅程耽誤或顧客在機場受辱等無形損失沒有賠償。傅先生接受專訪表示當時在羽田第一張機票登機失敗後致電携程客服隨後櫃台電腦就跳出兩張票，也都是用他人積分兌換甚至是以外國人的姓名出票，携程還發簡訊告知一個外國人姓名，要他冒名頂替登機。另有一名李先生付款訂票完成也拿到電子單簡訊，但卻在機場被告知票已取消只好自己買現場票趕上旅程，還發現現場票賣得比携程網便宜，事後追查知道是携程收錢後沒將錢給航空公司導致消票，電子單簡訊則是未確認後就發出已確認訊息，軟體設計有重大疏失。
央視調查傅先生事件後發現，其實携程可以從機票號碼等多種業內手段輕易看出哪些票是冒領積分票，哪些是正常票，卻還是放任所謂「供應商」將冒領積分票放在網站上販賣，且沒有任何提示訊息標明，造成消費者隨時可能買到這種怪異票，發生未可知的風險。
1月12日，携程公共事务部称，为傅姓乘客提供机票的供应商是上海乐冉航空服务有限公司，而携程在2015年12月11日已经向供应商发布违规警示公告。次日，携程宣布，将对于供应商不录入全球机票分销系统（Global Distribution System，GDS）的机票，实施100%人工抽查，确保供应商无法将违规机票混入机票销售平台。
1月29日，针对机票交易过程中出现影响旅客正常出行和擅自修改航空公司机票退改签条件等问题，中国航协约谈了携程旅行网的主要负责人。中国航协表示，已经对个别违规销售机票，损害旅客权益的销售代理企业，依据中国航协《航空运输销售代理企业监督管理办法》（试行）做出警告或暂停资质的处罚，并将向社会公布。

### 售卖无效汽车票事件
在售卖假机票事件后的1个多月后的2016年2月17日，据中央人民广播电台报道，上海的潘女士称之前在携程预定的汽车票，在车站的取票机上取不出来，车站系统也显示没有订票记录，导致她只能重新补票才得以回家。之后携程调动了多部门进行核查，核查结论是订票系统没有问题。

### 雲南遊項目歧視爭議
2017年春節前，攜程網上登載一則雲南省昆明市某旅行社發出的雲南旅遊項目，預訂須知中明確寫明不接受記者、導遊、旅遊業從業者、揭陽人、焦作、駐馬店、醴陵的客人，非中國大陸籍人士，70歲以上客人以及單男單女的客人預訂。由於這種明確限制記者與遊客來源地的旅行規定非常少見，故引發爭議。

### 默认搭售争议
2017年10月，网络上流传着《一年100亿？揭秘“携程”坑人“陷阱”》的文章。文章称，在携程预订机票、火车票时，消费者会在不知情的情况下，被携程加入一些默认的费用，通过这种方式携程一年大约会坑掉消费者100亿。对此，携程通过其官方微信公众号“携程黑板报”做出回应称文章内容并不属实，“100亿”纯属造谣诽谤，没有任何事实依据，携程也将保留追究这些公众号法律责任的权利。
10月9日，艺人韩雪在其微博中发文称，自己曾多次发现并手动取消隐藏在订票信息下的“预选保险框”，但仍旧百密一疏被套路。她还表示，因为酒店订单被转卖，海外地接严重违法违规等问题，曾多次向携程投诉，但未果。消息传出后，携程表示，在不同产品标价、项目勾选操作、退款服务等方面存在问题和不足。携程同时对广大消费者表示歉意，并推出四项改进措施，包括开通增值服务退订通道、强化明码标价、明码实价、结算确认及成交后双重提示消费者、在更新、改进技术的同时，提供无默认选项产品供消费者选择，并且置于明显位置。而在同年5月，中国消费者协会曾针对媒体报道携程存在“搭售”的行为进行过调查。10月10日，中国消费者协会负责人表示，称中消协已经关注到此事。同日，携程回应表示对机票产品紧急整改，推出“普通预订”窗口，客户可随时勾选取消。10月17日，携程执行董事长梁建章、CEO孙洁表示，称要“以客户为中心，坚持提供无搭售的机票预订服务”。

### 携程员工亲子园虐童事件
2017年11月，网络上曝光携程公司所办“携程亲子园”（由上海市妇联主管的《现代家庭》杂志旗下的“为了孩子学苑”运营）存在虐童行为，相关视频在网络发布后随即引起网友的争议。11月8日，携程发布《携程就委托第三方管理的亲子园相关情况说明》中表示，携程第一时间成立了紧急处理小组，公司高层也连夜召开紧急会议，表示要对责任人员追责到底。事发后，涉事人员已与携程解除合同。上海市妇联也对此事件回应称，针对该事件，上海市妇联表示强烈谴责，会严肃处理相关人员，同时《现代家庭》杂志也发出致歉信表示歉意。而亲子园已于翌日（11月9日）起停业整顿，同日长宁区公安局发布消息称，3名亲子园工作人员因涉嫌虐待被监护、看护人罪被刑拘。
2018年11月27日，上海市长宁区人民法院一审公开宣判，以虐待被看护人罪判处8名被告人有期徒刑1年至1年零6个月不等，并禁止被告人郑燕、梁硕、唐颖自刑罚执行完毕之日或者假释之日起五年内从事看护工作；禁止被告人吴微、廖红霞、周高兰、沈春霞、嵇兰在缓刑考验期内从事看护工作。

### 2019冠状病毒病疫情
2020年2月，因2019冠状病毒病疫情影響，許多航空公司取消航班，携程在回應消費者退款事宜，與乘客有爭議，被指以推託方式做為處理。2020年3月至4月，因2019冠状病毒病疫情影响，许多航空公司取消航班，众多航班一票难求，携程旅行网被指利用疫情高价倒买倒卖机票，采用竞价方式导致“价高者得”，一些早日购得普通价格机票的旅客被迫滞留国外机场，没有得到任何赔偿与道歉。另有国家质检总局归属的中国质量新闻网报道，因受疫情影响导致的退票情况，携程“退票不退款”长达半年之久仍未解决，“航司审核”成了“不退款”的代名词

### 垄断风险
自1999年创立伊始，携程作为国内最大在线商旅平台，到2008年市场份额已达52.2%，作为老二的艺龙网则只有11%，垄断的质疑声从未间断。2012年，去哪儿网、艺龙旅行曾经接连质疑携程是否构成垄断，而后携程于2014至2016年陆续完成了对去哪儿网、艺龙旅行的并购谈判过程，且2017年已成为携程集团旗下的艺龙再次与同程网合并，逐渐发展成为全球最大旅行服务平台，携程集团的市场引领地位难以被撼动。
2021年2月7日，国务院《反垄断委员会关于平台经济领域的反垄断指南》发布，其后阿里、腾讯分别被判上百亿元人民币巨额罚金。国家市场监管总局召开行政指导会，要求34家互联网平台企业限期整改垄断问题，百度、滴滴、携程等等知名企业在列。

## 主要股东
截至2021年2月28日，该公司有如下主要股东：
- 百度11.5%
- 巴美列捷福7.7%
- 納斯帕斯5.5%
- 普信集團5.4%
- 梁建章2.3%
- 范敏1.9%
- 孫潔1.2%

## 主要資產
| - 携程金融科技（上海）有限公司，持股78.57% - 携程旅行网（香港）有限公司 - Skyscanner - 丽呈集团 - 亞朵酒店12.8％ - 香港永安旅遊，持股100% - 上海大都市旅行社，持股100% - 香港华闽旅游，持股100% - 臺灣易遊網，持股19% - 途家網，持股45% - 去哪兒網，2015年10月26日併购，持股43.8%。 - 同程藝龍，持股22.88% - 众信旅游，持股5.07% - 途牛旅遊網，持股4.6% - Travix拥有Vayama、Vliegwinkel和CheapTickets.nl等5个旅游品牌和43个网站 - Trip.com | - 英国Travelfusion70% - 天海邮轮70% - 北京眾薈信息技術有限公司，持股69.92% - 上海益商網絡科技有限公司35% - 快捷酒店管家33% - 印度在线旅游公司MakeMyTrip49% - 首旅酒店，持股15.43%(限售流通股) - 華住酒店集團7.6% - 众安保险5%。 - 中國東方航空3.2% - 唐人接100% - 一嗨租车14%股權及19.6%投票 - Mox Bank9.9%股權 | - 鴻鵠逸遊 - Joint Wisdom由慧评网和携程北京中国软件酒店信息系统有限公司在内的几个关键子公司合并而成 - 驢評網 - 鐵友網 - 中国古镇网 - 蟬遊記 - 松果網 - 太美旅行 - 北京海岸航空服務有限責任公司 - 途風旅遊網 - Happy City - 上海携程翠明国际旅行社 - 上海携程喜翠铺企业管理有限公司 - 上海華程西南旅行社有限公司 |

## 外部連結
- 携程旅行网（页面存档备份，存于）
  - Trip.com（页面存档备份，存于）
  - Trip.com 香港（页面存档备份，存于）